# Indexierungskonsistenz
Die Indexierungskonsistenz oder Indexierungskonkordanz ist ein Maß dafür, wie einheitlich Deskriptoren bei der Indexierung vergeben werden. Sie berechnet sich für eine mehrmals indexierte Dokumentationseinheit als
{\displaystyle {\mathit {IK}}={\frac {\text{Anzahl der übereinstimmend vergebenen Deskriptoren}}{\text{Anzahl der insgesamt vergebenen Deskriptoren}}}}
Die Indexierungskonsistenz wird im klassischen Information Retrieval als Maß für die Güte der Indexierung herangezogen, während beim Gemeinschaftlichen Indexieren eine geringere Konsistenz durch eine höhere Anzahl von Indexierern ausgeglichen wird.
Die Indexierungskonsistenz ist üblicherweise bei automatischen Verfahren höher, allerdings ist dafür die Indexierungsgenauigkeit oft niedriger.